# Giro d'Italia de 1975
Giro d'Italia 1975 foi a quinquagésima oitava edição da prova ciclística Giro d'Italia (Corsa Rosa), realizada entre os dias 17 de maio e 7 de junho de 1975.
A competição foi realizada em 21 etapas com um total de 3.933 km.
O vencedor foi o ciclista italiano Fausto Bertoglio. O vencedor conclui a prova com a velocidade média de 35,266 km/h.